# 다니엘라 사라이바
다니엘라 사라이바(Daniella Sarahyba, 1984년 7월 8일 ~ )는 브라질의 모델이다.